# Leodonta tagaste
Leodonta tagaste is een vlindersoort uit de familie van de Pieridae (witjes), onderfamilie Pierinae.
Leodonta tagaste werd in 1859 beschreven door C. & R. Felder.